# オムライス兄さん
オムライス兄さん（、1996年5月26日 - ）は、日本のYouTuber、TikToker。男性。 血液型はA型。本名は非公表。愛称はオム兄（おむにい）。別名は「炊飯器兄さん（）」。2024年5月より東京都と大阪府の2ヶ所に在住。
配信活動の他全国各地で開催されるTikTok Creative Festival等の催事にも定期的に出演している。

## 来歴

### 2021年
- 7月8日、Instagramでレシピを初投稿[注 2][10]
- 7月14日、TikTokで料理のショート動画を初投稿[注 3][11]
- 8月1日、オムライス系インフルエンサーとして、YouTubeにオムライスを調理する動画を初投稿[12]

### 2022年
- 7月12日、TBSラジオ『ジェーン・スー 生活は踊る』に出演[13]

### 2023年
- 6月2日、サントリーのビアボールの広告に出演[14]
- 6月3日、喫茶店『Love♡Carat』（大阪府大阪市）でコラボイベントを開催[15]
- 7月2日、『Cafe.Mr』（大阪府大阪市）でYouTuberの破天荒夫婦とコラボイベントを開催[16]
- 10月22日、テレビ番組『草彅やすともの うさぎとかめ』（読売テレビ）に出演[17]
- 12月13日、日本版YouTube公式ブログの記事『2023年日本のYouTube国内急成長クリエイター』で1位を獲得[18]
- 12月14日、玩具『オムライス兄さんリアルミニチュアコレクション』を発売[19]

### 2024年
- 3月15日、『Inspire Creativity TikTok for Business クリエイティブセミナー』（東京都渋谷区）に出演[20]
- 3月16日、喫茶店『マジカルロリポップ』（東京都千代田区）でイベントを開催[21]
- 3月23日、TSUTAYAレイクタウン（埼玉県越谷市）でイラストレーターのみいるかとコラボイベントを開催[22]
- 4月6日、『オム兄のドヤ顔ケチャップ』を発売[23]
- 4月27日、玩具『オムライス兄さん リアルミニチュアコレクション2カラーオムライスver.』を発売[24]
- 5月2日、『りぼん』誌（集英社）にインタビュー記事が掲載される[25]
- 5月3日、祭事『博多どんたく祭り』に出演[26]
- 5月11日、催事「FANME FUN FES」（東京都）に参加[27]
- 5月12日、宮迫博之が経営するオムサコライス渋谷店でコラボイベントを実施[28]
- 5月24日、催事『Friday Music Show～TOKYU KABUKICHO TOWERスペシャル～』（東京都新宿区）の決勝戦で「みいるか」と司会進行を担当[29]
- 5月31日、レストラン「吉野家」とコラボキャンペーンを開催[30]
- 6月3日、 『オム兄のドヤ顔ケチャップ』が『TikTok上半期トレンド大賞2024』にノミネート[31]
- 6月15日、博多阪急で「みいるか」「100円娯楽」とコラボイベントを開催[32]
- 6月26日、催事『ILLUMINATE 2024 Summer』（東京都渋谷区）に出演[33]
- 6月30日、『とろ～り卵のオムライスさん太』（愛知県岡崎市）でコラボイベントを開催[34]

## 人物
- トレードマークはドヤ顔と赤色のパーカーである
- 赤髪であることが多い
- 配信活動開始直後はSAMURAI Cooking名義で和服で和食を作る配信を行っていた[35]
- 運動神経が良く、逆立ちのまま移動したり、バク転したり、ジャグリングすることが可能[36][37][38]
- 好きな食べ物はオムライス、寿司、たこ焼き、モンブラン[注 4][39]
- 苦手な食べ物は塩辛、レバー、椎茸、ピーマン[40]
- 2015年、大学に入学、それに伴い一人暮らしを始め、同時に節約のために自炊を始めた[41]
- 大学在学中、芸能界を目指しており、アクション俳優やジュノンボーイのオーディションを受けたことがある[42][43]、またスタントマン養成所にも2年ほど通っていた
- 2017年からフリーランスでブログの執筆やYouTubeやブライダルの動画編集、プログラマーの仕事をしていた[44]
- ザ・洋食屋キチキチの店長の幸村元吉のYouTubeチャンネルでオムライス制作動画を見たことがきっかけでオムライス系インフルエンサーを志すようになった、なお幸村のチャンネルでコラボが実現している[45]
- かねてより梶原雄太のことを尊敬しており[注 5]、コラボしたいと思っていたが、2024年5月4日に実現した[46]

## ディスコグラフィ
| 配信開始日    | タイトル                                 |
| ------------- | ---------------------------------------- |
| 2023年3月6日  | メリーゴーランド Sunny Side Up Breakfast |
| 2023年9月15日 | ルーレット                               |
| 2024年6月17日 | ジェットコースター                       |

## 受賞歴
- 2022年11月28日、YouTube Creator Awards 銀の盾(Silver Creator Award)[47]
- 2022年12月6日、TikTok Creator Awards Japan 2022 Gourmet Creator of the Year[48]
- 2023年12月14日、TikTok Creator Awards Japan 2023 Gourmet Creator of the Year[49]
- 2024年2月17日、LINE VOOM Creator Contest 2023 Winter Daily Food部門[50][51]
- 2024年8月23日、YouTube Creator Awards 金の盾(Gold Creator Award)[52]